# Outer Banks
Outer Banks je americký akční dobrodružný mysteriózní dramatický televizní seriál, jehož tvůrci jsou Josh Pate, Jonas Pate a Shannon Burke. Seriál měl premiéru na Netflixu dne 15. dubna 2020. Děj seriálu se odehrává na ostrově Outer Banks v Severní Karolíně a sleduje spory mezi dvěma skupinami teenagerů při hledání ztraceného pokladu. 
Dne 30. července 2021 měla premiéru druhá řada. V červnu 2021 byl seriál obnoven pro třetí řadu, která měla premiéru dne 23. února 2023.

## Děj
Seriál Outer Banks se odehrává v pobřežním městě u Outer Banks v Severní Karolíně, kde je velká sociální propast mezi bohatými sezónními obyvateli (přezdíváni „Kooks“) a místními chudými pracovníky (přezdíváni „Plebs“, v originále „Pogues“). Seriál sleduje skupinu Plebs teenagerů, kteří se snaží zjistit, co se stalo zmizelému otci Johna B., vůdce skupiny. Na cestě za jeho nalezením objeví legendární poklad, který je vázaný k otci Johna B.
Pronásledování zákonem a skupinou Kooks se Pogues snaží překonat překážky jako jsou drogy, láska, přátelství a peníze.

## Obsazení

### Hlavní postavy
| Chase Stokes     | John B. Routledge, vůdce Plebs, který v první řadě naváže vztah se Sarah. Jeho otec se pohřešuje, a tak je odhodlán najít zlato z lodě Royal Merchant, které se snažil najít před svým zmizením. Podaří se mu přimět své přátele a přítelkyni, aby mu pomohli zlato najít. |
| Madelyn Clineová | Sarah Cameron, dcera Warda Camerona, která v první řadě naváže vztah s Johnem B. Mnohými je přezdívána jako princezna Kooků; kvůli své rebelské povaze však odmítá život Kooků a přidává se k Plebs.                                                                       |
| Madison Bailey   | Kiara „Kie“ Carrera, dcera úspěšného majitele restaurace, která se stýká s Plebs, i když je technicky Kook, protože pochází z bohaté rodiny a žije v bohaté části. Zaplete se do vztahu se svým nejlepším kamarádem JJem.                                                  |
| Jonathan Daviss  | Pope Heyward, nejchytřejší člen Plebs, který má šanci na zisk stipendia na svou vysněnou školu. Poté, co se ke skupině připojí Cleo, naváže s ní blízký vztah. |
| Rudy Pankow      | JJ Maybank, věrný nejlepší přítel Johna B, který trpí násilím od svého otce. Zaplete se do vztahu se svou nejlepší kamarádkou Kiarou. |
| Austin North     | Topper Thornton, bývalá přítel Sarah, který pohrdá Plebs. |
| Charles Esten    | Ward Cameron (1.–3. řada), otec Sarah, Rafea a Wheezie, bohatý majitel firmy, který žije v bohatší části Outer Banks. |
| Drew Starkey     | Rafe Cameron, starší bratr Sarah a Wheezie, který je drogově závislý a má problémy s agresí. |
| Carlacia Grant   | Cleo (3. řada; 2. řada vedlejší), členka posádky nákladní lodi kapitána Terrance z Nassau, která se spřátelí se Sarah a Johnem B. a poté se stane členem Plebs a vybuduje si blízký vztah zejména s Popem.                                                                 |

### Opakující se postavy
| Adina Porter       | šerif Peterkin              |
| Cullen Moss        | zástupce náčelníka          |
| Julia Antonelli    | Wheezie Cameron             |
| Caroline Arapoglou | Rose, nevlastní matka Sarah |
| E. Roger Mitchell  | Heyward, otec Popa          |
| Marland Burke      | Mike                        |
| Deion Smith        | Kelce                       |
| Nicholas Cirillo   | Barry                       |
| Gary Weeks         | otec JJ                     |

## Seznam dílů

### První řada (2020)
| Pořadí v seriálu | Pořadí v řadě | Název              | Český název       | Režie         | Scénář                            | Premiéra na Netflixu |
| ---------------- | ------------- | ------------------ | ----------------- | ------------- | --------------------------------- | -------------------- |
| 1                | 1             | Pilot              | Začátek           | Jonas Pate    | Jonas Pate, Shannon Burke         | 15. dubna 2020       |
| 2                | 2             | The Lucky Compass  | Kompas pro štěstí | Jonas Pate    | Shannon Burke                     | 15. dubna 2020       |
| 3                | 3             | The Forbidden Zone | Zakázaná zóna     | Cherie Nowlan | Josh Pate                         | 15. dubna 2020       |
| 4                | 4             | Spy Games          | Hra na špióny     | Cherie Nowlan | Jonas Pate                        | 15. dubna 2020       |
| 5                | 5             | MidSummers         | Slunovrat         | Jonas Pate    | Josh Pate, Shannon Burke          | 15. dubna 2020       |
| 6                | 6             | Parcel 9           | Parcela 9         | Jonas Pate    | Keith Josef Adkins, Kathleen Hale | 15. dubna 2020       |
| 7                | 7             | Dead Calm          | Úplné bezvětří    | Valerie Weiss | Kathleen Hale                     | 15. dubna 2020       |
| 8                | 8             | The Runway         | Ranvej            | Valerie Weiss | Rachel Sydney Alter               | 15. dubna 2020       |
| 9                | 9             | The Bell Tower     | Zvonice           | Jonas Pate    | Dan Dworkin, Jay Beattie          | 15. dubna 2020       |
| 10               | 10            | The Phantom        | Phantom           | Jonas Pate    | Josh Pate, Shannon Burke          | 15. dubna 2020       |

### Druhá řada (2021)
| Č. v seriálu | Č. v řadě | Původní název       | Český název        | Režie          | Scénář                                | Premiéra na Netflixu |
| ------------ | --------- | ------------------- | ------------------ | -------------- | ------------------------------------- | -------------------- |
| 11           | 1         | The Gold            | Zlato              | Jonas Pate     | Josh Pate a Shannon Burke             | 30. července 2021    |
| 12           | 2         | The Heist           | Loupež             | Jonas Pate     | Josh Pate                             | 30. července 2021    |
| 13           | 3         | Prayers             | Modlitby           | Jonas Pate     | Josh Pate, Jonas Pate a Shannon Burke | 30. července 2021    |
| 14           | 4         | Homecoming          | Návrat             | Jonas Pate     | Shannon Burke                         | 30. července 2021    |
| 15           | 5         | The Darkest Hour    | Nejtemnější hodina | Valerie Weiss  | Josh Pate a Shannon Burke             | 30. července 2021    |
| 16           | 6         | My Druthers         | Loď                | Sunny Hodge    | Josh Pate a Shannon Burke             | 30. července 2021    |
| 17           | 7         | The Bonfire         | Táborák            | Darnell Martin | Josh Pate a Shannon Burke             | 30. července 2021    |
| 18           | 8         | The Cross           | Kříž               | Darnell Martin | Josh Pate a Shannon Burke             | 30. července 2021    |
| 19           | 9         | Trapped             | V pasti            | Jonas Pate     | Josh Pate a Shannon Burke             | 30. července 2021    |
| 20           | 10        | The Coastal Venture | Coastal Venture    | Jonas Pate     | Josh Pate a Shannon Burke             | 30. července 2021    |

### Třetí řada (2023)
| Č. v seriálu | Č. v řadě | Původní název         | Český název          | Režie          | Scénář                                                                         | Premiéra na Netflixu |
| ------------ | --------- | --------------------- | -------------------- | -------------- | ------------------------------------------------------------------------------ | -------------------- |
| 21           | 1         | Poguelandia           | Plebslandie          | Jonas Pate     | Josh Pate a Shannon Burke                                                      | 23. února 2023       |
| 22           | 2         | The Bells             | Zvony                | Jonas Pate     | Josh Pate a Shannon Burke                                                      | 23. února 2023       |
| 23           | 3         | Fathers and Sons      | Otcové a synové      | Jonas Pate     | Josh Pate a Shannon Burke                                                      | 23. února 2023       |
| 24           | 4         | The Diary             | Deník                | Darnell Martin | Josh Pate a Shannon Burke                                                      | 23. února 2023       |
| 25           | 5         | Heists                | Loupeže              | Jonas Pate     | Josh Pate a Shannon Burke                                                      | 23. února 2023       |
| 26           | 6         | The Dark Forest       | Temný les            | Valerie Weiss  | námět: Rachel Sydney Alter a Nicholas Schutt scénář: Josh Pate a Shannon Burke | 23. února 2023       |
| 27           | 7         | Happy Anniversary     | Všechno nejlepší!    | Gonzalo Amat   | námět: Crystal Garland a Joey Elkins scénář: Josh Pate a Shannon Burke         | 23. února 2023       |
| 28           | 8         | Tapping the Rudder    | Změna směru          | Valerie Weiss  | Josh Pate a Shannon Burke                                                      | 23. února 2023       |
| 29           | 9         | Welcome to Kitty Hawk | Vítejte v Kitty Hawk | Jonas Pate     | Josh Pate a Shannon Burke                                                      | 23. února 2023       |
| 30           | 10        | Secret of the Gnomon  | Tajemství gnómonu    | Jonas Pate     | Josh Pate a Shannon Burke                                                      | 23. února 2023       |

### Čtvrtá řada (2024)
| Č. v seriálu | Č. v řadě | Původní název       | Český název    | Režie        | Scénář                                                                 | Premiéra na Netflixu |
| ------------ | --------- | ------------------- | -------------- | ------------ | ---------------------------------------------------------------------- | -------------------- |
| 31           | 1         | The Enduro          | The Enduro     | Jonas Pate   | Josh Pate a Shannon Burke                                              | 10. října 2024       |
| 32           | 2         | Blackbeard          | Černovous      | Jonas Pate   | Josh Pate a Shannon Burke                                              | 10. října 2024       |
| 33           | 3         | The Lupine Corsairs | Korzáři        | Gonzalo Amat | Josh Pate a Shannon Burke                                              | 10. října 2024       |
| 34           | 4         | The Swell           | Vlna           | Gonzalo Amat | Josh Pate a Shannon Burke                                              | 10. října 2024       |
| 35           | 5         | Albatross           | Albatros       | Jonas Pate   | Josh Pate a Shannon Burke                                              | 10. října 2024       |
| 36           | 6         | The Town Council    | Městská rada   | Jonas Pate   | Josh Pate a Shannon Burke                                              | 7. listopadu 2024    |
| 37           | 7         | Mothers and Fathers | Mámy a tátové  | Erica Dunton | Josh Pate a Shannon Burke                                              | 7. listopadu 2024    |
| 38           | 8         | Family Plot         | Rodinná hrobka | Erica Dunton | Josh Pate a Shannon Burke                                              | 7. listopadu 2024    |
| 39           | 9         | The Storm           | Bouře          | Jonas Pate   | námět: Crystal Garland a Joey Elkins scénář: Josh Pate a Shannon Burke | 7. listopadu 2024    |
| 40           | 10        | The Blue Crown      | Modrá koruna   | Jonas Pate   | Josh Pate a Shannon Burke                                              | 7. listopadu 2024    |

## Produkce

### Koncept a vývoj
3. května 2019 bylo oznámeno, že Netflix dal produkci povolení pro první sérii, skládající se z 10 dílů. Tvůrci a výkonnými producenti se stali Josh Pate, Jonas Pate a Shannon Burke. Seriál měl premiéru 15. dubna 2020. Netflix pak 24. července 2020 oznámil druhou sérii seriálu.

### Casting
Společně s oznámením seriálu bylo oznámeno, že do hlavních rolí byli obsazeni Chase Stokes, Madelyn Cline, Madison Bailey, Jonathan Daviss, Rudy Pankow, Charles Esten, Austin North, a Drew Starkey. 22. října 2020 byla Elizabeth Mitchell obsazena jako vedlejší role do druhé série. 15. dubna 2021 bylo oznámeno obsazení Carlacii Grant do druhé série.

### Natáčení
Spolutvůrce Jonas Pate si představoval natáčení ve Wilmingtonu v Severní Karolíně, ale Netflix se rozhodl, že se tam nebude natáčet kvůli státní legislativě House Bill 2. Natáčení první série začalo 1. května 2019 v Charlestonu v Jižní Karolíně.
Natáčení druhé série začalo 31. srpna 2020 a skončilo 2. dubna 2021.

## Přijetí a ocenění

### Odezvy kritiků
Daniel Fienberg, který dělal recenzi seriálu pro The Hollywood Reporter popsal seriál jako "hezcí herci, hezká kinematografie, pěkně hloupé" a řekl: "Show je pozitivně posetá postavami a zápletkou, která by mohla být relevantní nebo dokonce důležitá v 13epizodové sérii nebo YA novele, která by nabídla více prostoru."
Na stránce Rotten Tomatoes série drží hodnocení 71% s odezvou kritiků: "Melodrama Outer Banks je vyváženo silným smyslem pro dobrodružství, který zachycuje ten letní pocit." Na ČSFD má seriál hodnocení 76%.

### Žaloby
21. prosince 2020 podal učitel a spisovatel ze Severní Karolíny Kevin Wooten žalobu na Netflix a tvůrce Outer Banks za to, že mu prý ukradli nápad z jeho knížky Pennywise: The Hunt For Blackbeard's Treasure! . Wooden usiluje o platby licenčních poplatků a škod.

### Ceny a ocenění
| Rok  | Cena                         | Kategorie                    | Nominovaní                      | Výsledek  | Ref.   |
| ---- | ---------------------------- | ---------------------------- | ------------------------------- | --------- | ------ |
| 2020 | People's Choice Awards       | Seriál roku 2020             | Outer Banks                     | nominace  | [ 10 ] |
| 2020 | People's Choice Awards       | Drama seriál roku 2020       | Outer Banks                     | nominace  | [ 10 ] |
| 2020 | People's Choice Awards       | Bingeworthy seriál roku 2020 | Outer Banks                     | vítězství | [ 10 ] |
| 2020 | People's Choice Awards       | Mužský TV herec roku 2020    | Chase Stokes                    | nominace  | [ 10 ] |
| 2020 | People's Choice Awards       | Drama TV herec roku 2020     | Chase Stokes                    | nominace  | [ 10 ] |
| 2021 | Filmové a televizní ceny MTV | Nejlepší polibek             | Chase Stokes a Madelyn Clineová | vítězství | [ 11 ] |
| 2023 | Filmové a televizní ceny MTV | Nejlepší obsazení            | Outer Banks                     | nominace  | [ 12 ] |
| 2023 | Filmové a televizní ceny MTV | Nejlepší polibek             | Madison Bailey a Rudy Pankow    | vítězství | [ 12 ] |